# مبدل باک

مدار ساده یک مبدل باک

مبدل باک (به انگلیسی: Buck Converter) نوعی مبدل DC-DC کاهنده است. از این مبدل برای کنترل سرعت موتورهای DC استفاده می‌شود. از آنجا که اساس کار این مبدل‌ها سوئیچینگ (کلیدزنی) است، ولتاژ خروجی دارای هارمونیک خواهد بود که برای برطرف کردن این مشکل از یک فیلتر پایین‌گذر متشکل از سلف و خازن استفاده می‌گردد. همچنین با استفاده از یک دیود، جریان را برای بارهای سلفی یکسان می‌سازند.

## حالت‌های عملیاتی
این مبدل بسته به جریانی که از سلف می‌گذرد، می‌تواند در سه حالت عمل کند:
- حالت پیوسته: زمانی که جریان سلف همواره بزرگتر از صفر باشد.
- حالت بحرانی: زمانی که جریان سلف فقط در یک لحظه صفر شود.
- حالت ناپیوسته: زمانی که جریان سلف در یک بازه زمانی صفر شود.

مزایای این مبدل عبارتند از :
1)کم بودن تعداد المان های مدار
2)سادگی مدار کنترل
3)عدم نیاز به ترانس
4)توانایی کار در نسبت تبدیل های خیلی کوچک خروجی نسبت به ورودی
5)محدود سازی کامل جریان اتصال کوتاه توسط مدار کنترل (فقط در مد کنترل جریانی)
معایب این مبدل شامل موارد زیر است :
1)پالسی بودن جریان ورودی مدار
2)وجود ترانزیستور high side که باعث پیچیدگی مدار گیت درایو می شود.

3) ایجاد هارمونیک در ورودی چاپر 
4) ایزولاسیون وجود ندارد اگر سوئیچ بسوزد و اتصال کوتاه شود تمام ولتاژ ورودی در خروجی ظاهر می‌شود.